# Langley Castle
Langley Castle är ett slott i Storbritannien.   Det ligger i grevskapet och kommunen Northumberland i riksdelen England, i den centrala delen av landet, 400 km norr om huvudstaden London. Langley Castle ligger 174 meter över havet.
Terrängen runt Langley Castle är kuperad åt sydväst, men åt nordost är den platt. Runt Langley Castle är det ganska glesbefolkat, med 26 invånare per kvadratkilometer. Närmaste större samhälle är Hexham, 10,0 km öster om Langley Castle. Trakten runt Langley Castle består i huvudsak av gräsmarker.